# Saurom
 Der er for få eller ingen kildehenvisninger i denne artikel, hvilket er et problem. Du kan hjælpe ved at angive troværdige kilder til de påstande, som fremføres i artiklen.

Saurom, tidligere Saurom Lamderth (1996-2006), er et folk metal-band fra Cádiz (Spanien) stiftet i 1996.

## Diskografi
- La cripta del duende DEMO (1996)
- Regreso a las Tierras Medias DEMO (1997)
- Legado de juglares DEMO (1998)
- Orígenes DEMO (2000)
- El guardián de las melodías perdidas (2001)
- Sombras del Este (2002)
- Legado de juglares (2004)
  - Sinfonías de los bosques (2006)
- JuglarMetal (2006)
- Once romances desde al-Ándalus (2008)
  - Romances from al-Ándalus (2008)
- Maryam (2010)
- Vida  (2012)
- Sueños (2015)
- La Magia de la Luna (2017)